# Tramaine Brock
Tramaine Brock (Gulfport, 20 agosto 1988) è un giocatore di football americano statunitense che gioca nel ruolo di cornerback per i Jacksonville Jaguars della National Football League (NFL). Dopo non essere stato scelto nel Draft NFL 2010 firmò coi 49ers. Al college ha giocato a football alla Belhaven University.

## Carriera professionistica

### San Francisco 49ers
Brock non fu selezionato nel Draft 2010 ma firmò in qualità di free agent coi San Francisco 49ers. Fu tagliato il 15 settembre ma rifirmò il giorno successivo per far parte della squadra di allenamento. Il 20 settembre 2010 fu promosso nel roster attivo. Nella sua stagione da rookie disputò tre partite, nessuna delle quali come titolare, mettendo a segno 4 tackle. Nella stagione 2011 giocò in 5 partite con 5 tackle, 2 intercetti e quattro passaggi deviati.
Nella settimana 5 della stagione 2013 contro gli Houston Texans, Brock mise a segno due intercetti su Matt Schaub (e ne sfiorò un terzo), ritornandone uno per 18 yard in touchdown. Per questa prestazione fu premiato come miglior difensore della NFC della settimana. La sua stagione terminò al quinto posto nella lega con 5 intercetti, oltre a 37 tackle e 15 passaggi deviati, tutti nuovi primati personali.

## Palmarès

### Franchigia
- National Football Conference Championship: 1

San Francisco 49ers: 2012

### Individuale
- Difensore della NFC della settimana: 1

5ª del 2013

## Statistiche
| Partite totali             | 46  |
| Partite totali da titolare | 7   |
| Tackle totali              | 62  |
| Sack                       | 0,0 |
| Intercetti                 | 7   |

Statistiche aggiornate alla stagione 2013